# Folkets torg, Zadar

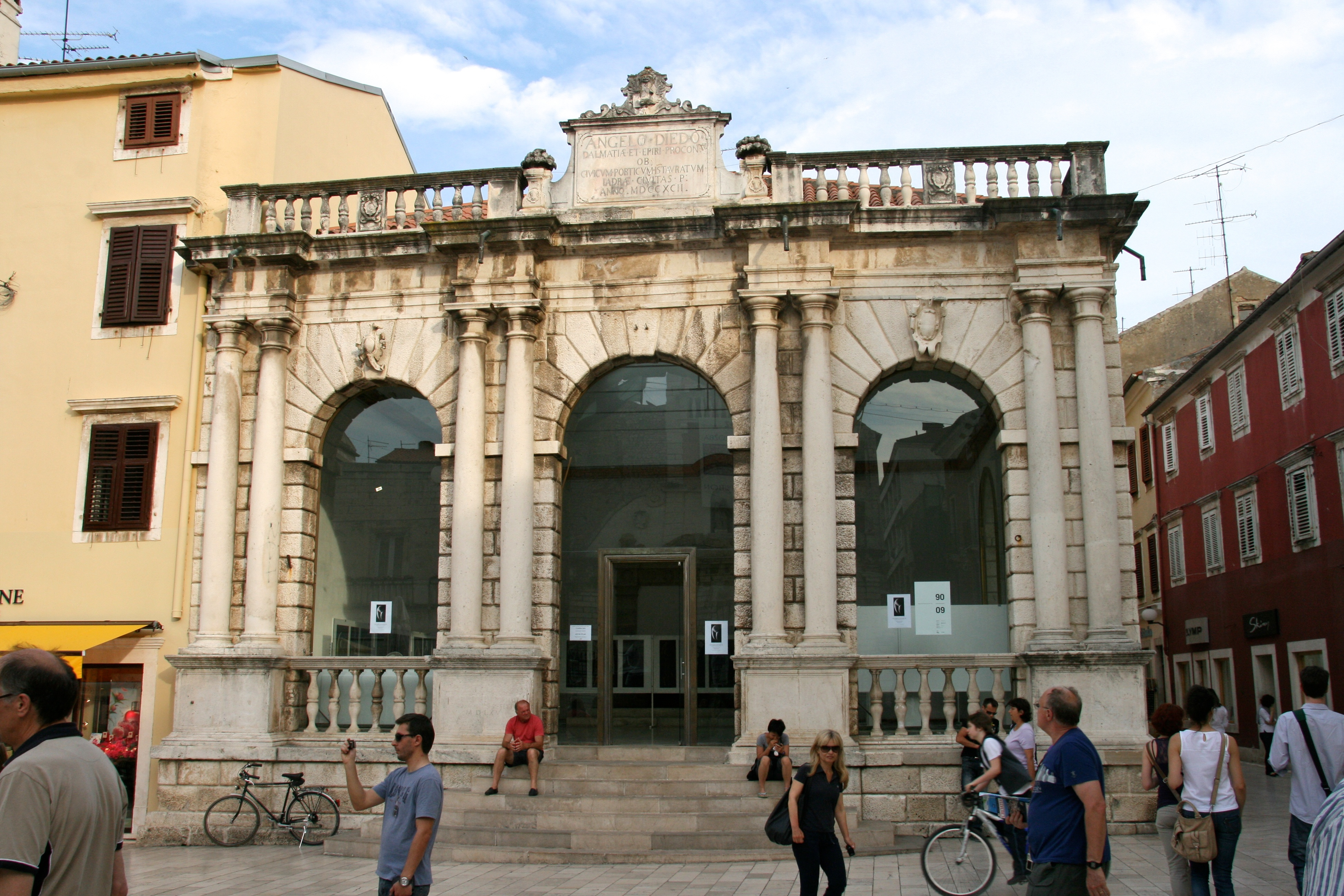
Stadsloggian år 2011. Byggnaden ligger vid torgets södra sida och uppfördes år 1526.

Folkets torg (kroatiska: Narodni trg) är ett torg i Zadar i Kroatien. Det ligger i Zadars historiska stadskärna och är stadens centrala torg. Vid torget som är ett av Zadars sevärdheter ligger flera historiska byggnader. Den äldsta av dessa är Sankt Laurentius kyrka ursprungligen uppförd på 1000-talet.

## Historik och arkitektur
Torget anlades under medeltiden och kallades då Platea magna (Stora torget). Det har sedan dess varit centrum för det offentliga livet i Zadar. Torget har sedan tillkomsten på medeltiden bytt namn flera gånger och kallades senare Piazza dei Signori på italienska eller Gospodski trg på kroatiska, båda namnen med betydelsen 'Herrarnas torg'. Dess nuvarande namn 'Folkets torg' har det kallats sedan andra världskrigets slut. 
Redan på medeltiden lades grunden för stadens kommunala institutioner vid torget. En äldre kommunal loggia och Sankt Petrus den Nyes kyrka som tidigare stod vid torget förstördes under det venetianska styret på 1400-talet.
År 1562 uppfördes Stadsvaktens byggnad vid torgets norra sida. Byggnaden bär stildrag från den sena renässansen och uppfördes enligt ritningar av den venetianske arkitekten Michele Sanmicheli. Idag tjänar byggnaden som utställningslokal och galleri. På 1700-talet tillkom ett klocktorn på Stadsvaktens byggnad. Klocktornets ur har varit i bruk sedan år 1803.
Bredvid Stadsvaktens byggnad ligger Sankt Laurentius kyrka som har ett atrium. Den uppfördes ursprungligen på 1000-talet i förromansk stil och är den äldsta byggnaden vid torget.
Vid torgets södra sida ligger Stadsloggian. Den omnämns redan på 1200-talet men dess nuvarande utseende härrör från om- och tillbyggnaden år 1565. Denna byggnad utgjorde tidigare stadens tingshus, rådkammare och bibliotek. I den försvarades stadens mått som användes för att avgöra längd, vikt och volym. Byggnaden skadades svårt under andra världskriget (se bombningen av Zadar) men återuppbyggdes. Byggnaden har stora fönster, högt i tak och tjänar idag som utställningslokal.
Torgets mest dominerande byggnad är Stadshuset som uppfördes år 1934. Det ersatte ett äldre stadshus som tidigare stått på platsen men som förstördes av de italienska fascisterna.